# Johann Georg Walte
Johann Georg Walte (* 12. April 1811 in Bremen; † 9. September 1890 ebenda) war ein deutscher Maler und Zeichner.

## Leben

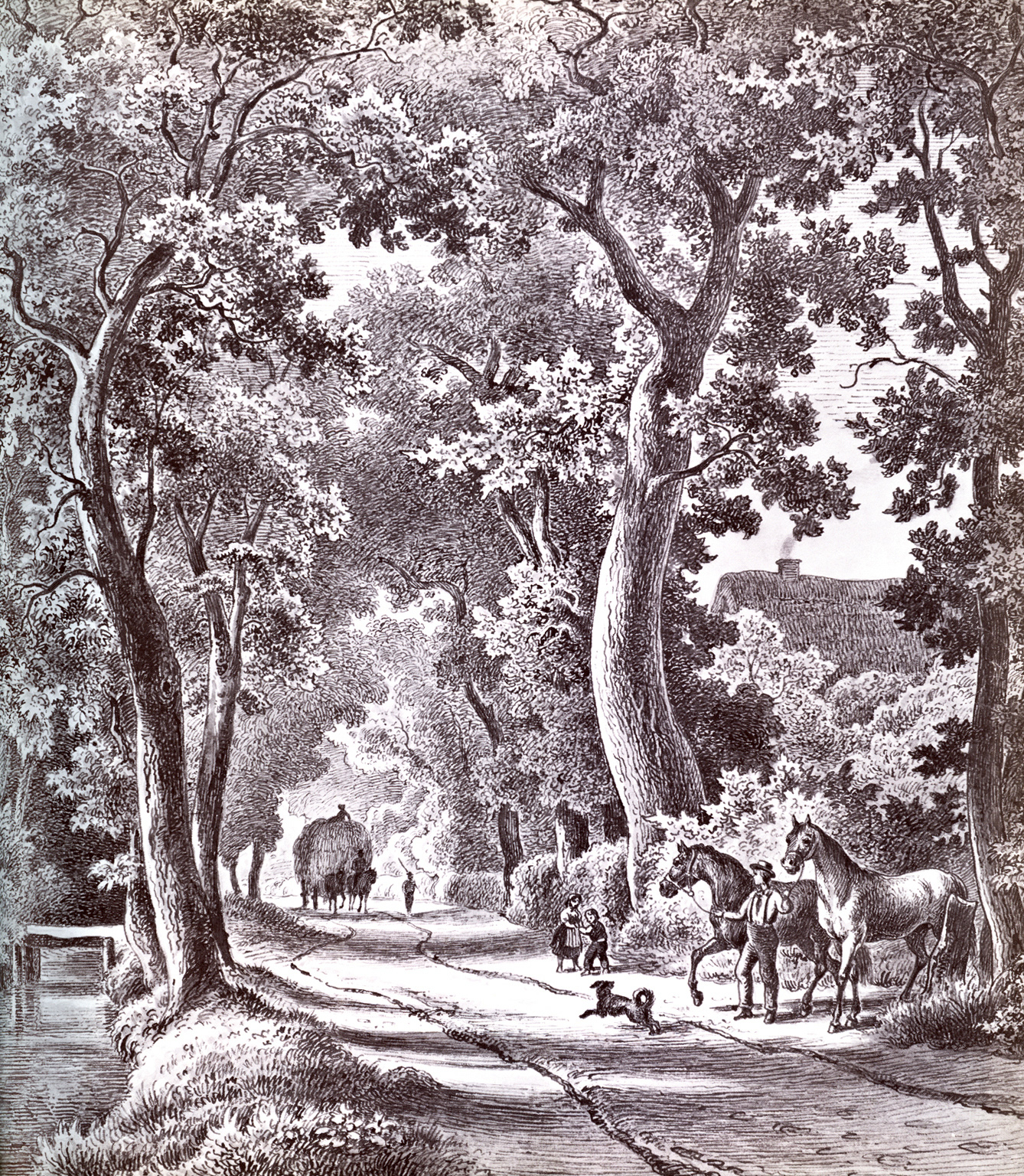
Die Oberneulander Landstraße, Lithografie von Walte aus dem Jahr 1850

Johann Georg Walte stammte als Sohn des Dr. jur. Franz Ernst Walte (1783–1856) aus einem wohlhabenden Bremer Elternhaus. Er studierte zunächst Rechtswissenschaften an der Universität Heidelberg, ließ sich ab 1832 dann aber in München von Albert Zimmermann zum Maler ausbilden. Von 1838 bis 1840 war er an der Düsseldorfer Kunstakademie Schüler des Landschaftsmalers Johann Wilhelm Schirmer. Die folgenden drei Jahre hielt er sich in Italien auf, wo er u. a. in Rom, Capri und Sizilien Station machte, bevor er 1843 zurück nach Bremen kam. Für kurze Zeit ging er aber 1847 noch einmal zurück nach Düsseldorf. Später machte er noch einige weitere Reisen, nach Österreich, in die Schweiz und nach Norwegen. Die Sommermonate verbrachte Walte meist im Bremer Blockland und in Oberneuland. 1863 heiratete er.

## Werke
Die gezeichnete Landschaft war Waltes bevorzugtes Thema. Meist wählte er Situationen aus der näheren Umgebung Bremens: Eichenwälder, Bruchlandschaften, Flussufer, Deiche, auch die Ansicht des einen oder anderen Dorfes, doch selten mit figürlicher Staffage. Manche Bleistiftzeichnungen sind als Studien oder Vorlagen zu Lithographien gedacht. Die großformatigen Blätter dagegen, vor allem seine Federzeichnungen, haben als selbständige Zeichnungen zu gelten. Durch Lavierung erhielten sie oft einen tonigen Charakter.
Darüber hinaus finden sich von ihm in der Bremer Kunsthalle einige Porträtzeichnungen. Ein Kuriosum stellen seine Zukunftsbilder aus dem Bürgerpark dar, die 1878 entstanden und den gerade erst angelegten Bremer Bürgerpark zeigen, wie er in einigen Jahrzehnten aussehen könnte.
Einen großen Teil des zeichnerischen Nachlasses schenkte 1929 Waltes Tochter dem Focke-Museum. 
- Drei Schwestern Walte (1847)
- Henny Focke (um 1850)
- Landschaftliches aus dem Gebiet Bremen (1852, zehn Blätter)
- Eisberge im Lehester Feld (1855)
- Zukunftsbilder aus dem Bürgerpark (1878)